# Третя палаталізація
Третя палаталізація задньоязикових приголосних або третє пом'якшення задньоязикових приголосних — фонетичне явище в давніх слов'янських мовах, третя зі слов'янських палаталізацій. Полягала в зміні задньоязикових приголосних [g], [k], [x] на передньоязикові зубні після голосних переднього ряду. Зміни були неоднаковими у різних слов'ян. У східно- і південнослов'янських мовах [g], [k], [x] перейшли відповідно в [dz'], [ts'], [s'], у західнослов'янських — у [dz'], [ts'], [š']. Надалі в усіх слов'янських мовах, за винятком староцерковнослов'янської, полабської і польської, африкат [dz'] спростився до [z'].
На відміну від першої і другої палаталізацій, що є регресивними (тобто голосні впливали на попередні приголосні), третя була прогресивною — фонетичні зміни відбувалися після певних голосних звуків.
Явище третьої палаталізації встановлено російським мовознавцем І. О. Бодуеном де Куртене, тому її також називають бодуенівською.
Деякі славісти вважають другу і третю палаталізації складовими одного процесу.

## Суть явища

### Умови
Третя палатализація проходила в інтервокальному положенні: після голосних *ь, *i, *ę, звукосполучення *ьr — і перед голосними *a, *o (але не перед *y, *ъ, *u, *ǫ).
Але і за наявності всіх цих умов палаталізація відбувалася не завжди. Наприклад, староцерк.-слов. ученица (наз. відм. жіночого роду) і ученика (род. відм. чоловічого роду), де у першому випадку спостерігається перехід задньоязикового [k] > [ts'], у другому ні. Щоб пояснити цю непослідовність І. О. Бодуен де Куртене висунув припущення, що третя палаталізація проходила тільки перед наголошеним складом. Пізніше ця гіпотеза отримала розвиток у працях М. С. Трубецького, але надалі була спростована мовознавцями, бо суперечила фактам.
О. О. Шахматов запропонував своє розв'язання цієї проблеми: третя палаталізація могла здійснитися лише тоді, коли після задньоязикового не стояли лабіалізовані звуки заднього ряду *ъ, *u, *o, *ǫ. Чеський філолог Й. Зубатий розділив думку Шахматова, не погодившись тільки з твердженням про лабіалізованість звука o. Т. Лер-Сплавінський стверджував, що носовий непереднього ряду *ǫ також був нелабіалізованим, а *u на момент третьої палаталізації ще був зберігав свою дифтонгічну природу, і перший елемент його був нелабіальним (*oṷ, *aṷ, *eṷ). Отже, здійсненню третьої палаталізації перешкоджали *ъ і *y. Пізніше В. А. Дибо після рзгляду значного матеріалу дійшов висновку, що третій палатализації не давали здійснитися голосні *y, *ъ, *u, *ǫ, таким чином, вона могла проходити тільки в тому випадку, коли задньоязиковий стояв перед a або o.
Через складність умов третьої палаталізації у парадигмі того ж слова могли виявитися форми як з палаталізованими [dz'], [ts'], так і з непалаталізованими [g], [k] (*kъnȩgъ і *kъnȩdza, *otьkъ і *otьtsa). Надалі під впливом граматичної аналогії відбулося вирівнювання цих форм: або за зразком палаталізованих (*otьtsь замість ранішого *otьkъ за аналогією до *otьtsa), або за зразком непалаталізованих (*lika замість палаталізованої форми *litsa під впливом *likъ, але форма середнього роду *litse збереглася).
Третя палаталізація не відбулася після дифтонга *oɪ̯: *rěka («річка») < *roɪ̯kā. Х. Лант пробував пояснити це тим, що дифтонг *oɪ̯ (в інтерпретації Ланта — *aɪ̯) на момент третьої палаталізації перейшов у *ae. Ф. Кортландт, суперечаючись з Лантом, вважає це рішенням ad hoc.
Окрім того, третя палаталізація не проходила після складу з шиплячим, який виник внаслідок першої палаталізації: стезя — стежка.

### Рефлекси
Наслідки третьої палаталізації присутні як у коренях, так і в наростках:
Перехід [g] у [dz']
- *kъnȩga («князя», род. відм. від *kъnȩgъ) > *kъnȩdza. Форма називного однини за аналогією — *kъnȩdzь («князь»). У багатьох слов'янських мовах -dzь спростилося до -zь — *kъnȩzь (д.-рус. кънѧзь > укр. князь)
- *stьga («дорога», пор. латис. stiga) > *stьdza > *stьza > д.-рус. стьзя («шлях», «дорога»). В українській мові існує однокореневе з ним стежка, утворене від *stьga внаслідок першої палаталізації (*stьgьka > *stьžьka), а також новоутворена форма без зменшувального суфікса стежа́.

Перехід [k] у [ts']
- *lika («ли́ка», род. відм. від *likъ — «лик») > *litsa («лиця»). За аналогією — *litse («лице»). Парадигма *likъ надалі вирівнялася за аналогією до форми називного відмінка (укр. лик — лика).
- *palьka («пальця», род. відм. від *palьkъ) > *palьtsa. За аналогією — *palьtsь > д.-рус. пальць > укр. палець
- *lovьka («ловця», род. відм. від *lovьkъ) > *lovьtsa. За аналогією — *lovьtsь > д.-рус. ловьць
- *palika > *palitsa > д.-рус. палица > укр. палиця. У його фонетичному варіанті *palъka пом'якшення не відбулося (укр. палка).
- *ovьka > *ovьtsa > д.-рус. овьца

Перехід [x] у [s'] ([š'])
- *vьхъ > *vьsь > д.-рус. вьсь > укр. ввесь,  біл. увесь, рос. весь. У південнослов'янських мовах наявний той самий рефлекс [s'] словен. və̏s, ves, серб. са̏в/sȁv, але в західнослов'янських [x] перейшов у [š']: ст.-чеськ. veš (суч. чеськ. vše), словац. všetok, ст.-пол. wszy (суч. пол. wszystek).

Наслідки
У результаті третьої палаталізації з'явилися нові суфікси: *-ьсь (< *-ьkъ), *-ica (< *-ika), *-ьce (< *-ьko), *-ьca (< *-ьka).
Наслідки фонетичних змін третьої палаталізації у суфіксах проявляються у словах отець, пшениця, серце, вівця, яйце. У різних слов'янських мовах вирівнювання парадигм відмінювання могло проходити по-різному: десь верх взяли палаталізовані, десь непалаталізовані форми (укр. брусниця, чорниця — рос. брусника, черника; рос. нельзя — біл. нельга («не можна»); рос. польза («користь») — укр. пільга; укр. яйце, рос. яйцо — пол. jajko, біл. яйка; староцерк.-слов. тѧзати — д.-рус. тѧгати). Спостерігається й співіснування в тій же мові різних слів, що розвинулися з парадигми одного (укр. безликий — безлиций), а також однокореневих слів з палаталізованими і непалаталізовами приголосними (укр. князь — княгиня, лице — лик, палиця — палка).
Утворені внаслідок третьої палаталізації звуки [dz'], [c'], [s'] ([š']) первісно були м'якими. В українській мові вони зберегли свою м'якість, але в багатьох інших слов'янських мовах зазнали подальшого ствердіння. Так, у російській мові відбулося ствердіння [c'] — він перейшов у [c], що і відбилося в правописі (отец, овца, лицо), іноді орфографія залишилася традиційною (сердце). У старослов'янській і давньоруській мовах [c'] залишався м'яким, але в орфографії ця м'якість передавалася не завжди (отьць, але отьца), тобто -а позначав звук *ja. Слід мати на увазі, що літера ь первісно передавала не пом'якшення попереднього приголосного (він був ним за природою), а давній редукований (що надалі зник), тому ці написання мають дещо інший фонетичний сенс, ніж аналогічні сучасні.
В українській мові прикінцевий [c'] зберігає м'якість у словах праслов'янського походження, твердим він буває лише в запозиченнях (Галац, палац, принц, шпіц), залишається м'яким і прикінцевий [z'], що розвинувся з ранішого африката [dz'] (князь, пенязь, витязь), і [s'] (ввесь).

## Третя палаталізація в новгородсько-псковському діалекті
У новгородсько-псковському діалекті третя палаталізація мала місце для *k, але не для *g і *x. Наприклад: в[ъ]хѹ («всю»), не лего («не можна»), але ѹсерѧзи («серги»).

## Відмінювання слів
На відміну від рефлексів другої палаталізації (рука — руці, нога — нозі), наслідків третьої палаталізації при відмінюванні слів не виявлено.

## Хронологія

### Відносна хронологія
Є неоднакові визначення хронології третьої палаталізації. Найбільш вірогідною є думка В. Ягича, А. Белича, А. М. Селіщева, С. Бернштейна, які вважали, що третя палаталізація була пізніше, ніж друга.
Третя палаталізація відбулася до взаємодії груп *dj, *tj, оскільки рефлексом *g за третьою палаталізацією в словацькій мові є z (пор. kňaz — «князь», peniaze — «гроші»), у той час як рефлексом *dj є сполучення dz (medza — «межа»).
Х. Педерсен вважав, що третя палаталізація відбулася раніше за другу. Доводом він висував факт, що третя спричинила умлаутне чергування голосних звуків, що йшли за колишніми *k, *g, *x, і цих же змін, на думку Педерсена, зазнавав і дифтонг *oi > *ei (наприклад, місц. відм. однини *otьtsi < *otьkoi «(о) вітці» замість очікуваної *otьtsě), звідси виходило, що третя палаталізація передувала монофтонгізації дифтонгів і відповідно вона не могла відбутися пізніше другої. З Педерсеном не погодився Й. Зубатий, який вказував на те, що i в *otьci можна пояснити переходом цього слова у м'який тип відмінювання (на *-jo-), у той же час у відмінюванні займенників присутнє *ě: *vьsěmь («всім») і *vьsěxъ («всіх»).
1911 року Т. Лер-Сплавінський висловився на захист гіпотези Педерсена, припустивши, що на момент монофтонгізації дифтонгів задньоязикові зазнали лише пом'якшення до [k'], [g'], [x'], а вже після монофтонгізації разом з аналогічними м'якими звуками, утвореними внаслідок другої палаталізації, перейшли в [ts'], [dz'], [s'] / [š']. На протилежність Зубатому, Лер-Сплавінський пояснював форми *vьsěmь і *vьsěxъ аналогією до *těmь («тим») і *těxъ («тих»), а форми типу *otьci вважав фонетично закономірними.
На думку Х. Ланта, третя палаталізація є дуже давньою, і можливо, вона відбулася навіть раніше, ніж перша.
Ф. Кортландт, врахувавши дані попередніх досліджень, встановив такі часові умови:
- третя палаталізація передувала переходу *u > *ъ, *ū > *y, бо ці звуки, перебуваючи після задньоязикового, перешкоджували палаталізації;
- третя палаталізація проходила після монофтонгізації дифтонгів;
- оскільки звук *i, що виник з *ei, не спричинював палаталізації, на момент її здійснення даний дифтонг перейшов у *ẹ, що лише пізніше дало *i;
- оскільки звук *ě не змінявся після м'яких приголосних, утворених внаслідок третьої палаталізації, значить, вона проходила після переходу ě > a в положенні після м'яких;
- третя палаталізація передувала переходу *u > *i після *j, бо її нема в слові *jьgo (< *jugo)[22].

### Абсолютна хронологія
Ю. Шевельов датує третю палаталізацію VII—IX ст., Ф. Славський VIII—IX ст., З. Штібер початком VIII століття, А. Лампрехт кінцем VII століття, а М. Шеклі — VII—VIII століттями.

#### Дані запозичень

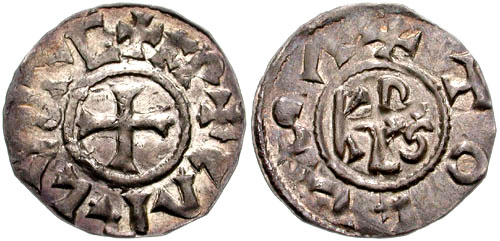
Деньє (денарій) Карла Великого (768—814)

Третя палаталізация знайшла відбиток і в низці праслов'янських германізмів (на думку З. Штібера, вони є запозиченнями зі західногерманських мов):
- прасл. *koldęzь («криниця», «колодязь») < прагерм. *kaldinga-[29];
- прасл. *kъnędzь («князь») < прагерм. *kuninga- («голова роду, вождь племені», пор. нім. König — «король, цар, вождь»)[30];
- прасл. *pěnędzь («пінязь») < *panning (пор. давн.в-нім. pfenning, нім. Pfennig — «пфеніг»)[28];
- прасл. *retędzь («ланцюг», «ретязь») — пор. дав.-ісл. rėkendi/rėkendr, дав.-англ. racente, давн.в-нім. rahhinza[31];
- прасл. *scьlędzь («шеляг») — пор. давньоскан. skillingr, давн.в-нім. і дав.-сакс. scilling («шилінг»)[32];

Особливо важливим для встановлення абсолютної хронології третьої палаталізації слід визнати слово *pěnędzь, запозичене з давн.в-нім. pfenning, що означало срібляний франкський динар, початок карбування якого відносять до бл. 650 р. н. е. Воно відбиває германський умлаут a > e — перехід, що датують VII століттям. Тому є підстави припускати, що це слово запозичене до праслов'янської за часів Карла Великого.
У пізніших германських запозиченнях третьої палаталізації не спостерігається: д.-рус. варѧгъ < *váringr, д.-рус. кълбѧгъ < kylfingr.

#### Дані топонімів
Третя палаталізація була живим явищем під час слов'янської колонізації Балкан. Про це свідчать такі запозичені топоніми, як Средець (з лат. Serdica), Logatec (з лат. Longaticum).
Деякі топоніми, запозичені греками у слов'ян, відбивають давні форми, що існували до третьої палаталізації (грец. Ἀβαρῖκος), форми з першою стадією — пом'якшеним k у сполученнях kj (грец. Γαρδίκι < прасл. *gordьkъ, грец. Γαρδενίκια < прасл. *gordьnik'a, грец. Ἐζερίκια < прасл. *ezerik'a, грец. Καμενίκια < прасл. *kamenik'a), а також форми з вже завершеною третьою палаталізацією (грец. Ἀβαρινίτσα < прасл. *javorьnica, грец. Γαρδίτσα < прасл. *gordica, грец. Ἀγλαβίτσα < прасл. *oglavica, грец. Καμενίτσα < прасл. *kamenica).
Назву одного з районів Відня, Деблінгу, З. Штібер вважає запозиченням з прасл. *toplika, що також ще не зазнав третьої палаталізації.

## Паралелі в інших мовах
Явище прогресивної асиміляції задньоязикових у положенні після м'яких приголосних або голосних переднього ряду відоме в деяких російських (Ван'к'а, Вас'к'а), західних болгарських (сен'к'а — «тінь») і словінським говорам (sneg’ — «сніг»), а також у тюркських мовах.